# Ненчо Палавеев
Ненчо Дончев Палавеев е български търговец, предприемач и благодетел. Известен е и с прозвището „Благодетелят на Копривщица“.

## Биография

### Ранни години и семейство
Роден е на 15 март 1859 г. в Копривщица. В различни документи рождената му дата е различна. В кръщелното му свидетелство от 1896 г. е записана 1857 г. В Нансеновият му паспорт от 1933 г. е посочена 1855 г. В удостоверение на Министерство на вътрешните работи и народното здраве от 1936 г. е записана датата 10 септември 1854 г. В смъртния му акт е записана 15 март 1858 г. На фамилната му гробница, която построява докато е жив, е записана 1859 г.
Той е първото от четирите деца на Неша и Дончо Семков Палавееви. Баща му се занимава с абаджийство и търговия в Цариград, Александрия и Кайро. Дончо Палавеев, заедно с Иван Попмихайлов Маджаров и Тончо и Драгия Драгийски, е съсобственик на Масърската компания. Занимават се главно с търговия на аби и чорапи. Другите три деца на семейството са сина им Семко и двете им дъщери Мария и Гана.
Завършва началното образование в родната си Копривщица. През 1869 г. получава покана от Петко Каравелов да замине за Русия, където да продължи образованието си. Тръгва заедно със съгражданите си Г. Оръшков и Н. П. Марков, но стига до Карлово, домъчнява му за Копривщица, и се връща.
В зимата на 1869 г. семейство Палавееви, заедно със семейството на Иван Маджаров, заминават на поклонение в Йерусалим. На десетгодишна възраст става хаджия.

### Кариера
През 1873 г. Ненчо Палавеев заминава при баща си в Кайро, където става негов чирак. В продължение на шест месеца посещава гръцкото училище на Абет, където усвоява отчасти гръцки език и го напуска. На пристанището в Александрия отваря сладкарница. В нея произвежда и продава малеби, а по-късно кашкавал и месни деликатеси. След време става собственик на керван. След 1878 г. заминава за Цариград и започва свой бизнес. През 1882 г. баща му се завръща в България, а Ненчо Палавеев започва да се занимава изцяло с търговската кантора и дюкяните му в Кайро и Александрия.
Пътува с цел търговия из цял Египет, по река Нил до Хартум, Адис Абеба, по крайбрежието на Червено море, Джеда, Ходейда, Сана, Аден, Занзибар. Пътува из Югоизточна Африка, а след това през остров Мадагаскар достига до Калкута, Бомбай, Коломбо и Мадрас, по-късно Порт Артур и Япония. Търгува в Йерусалим, Палестина и Сирия. През Севастопол достига до ханство Бухара. Купува специфични стоки за отделните региони и ги продава на места, където са търсени и редки. От Индия купува индиго и слонова кост, от Багдад и Сирия – коприна и персийски килими, от Нижни Новгород и Тула – самовари, броеници и кехлибар, в Йерусалим и Витлеем търгува с икони и седеф, а в Египет – с английска стомана. Продава ямурлуци, качулки чорапи и терлици на работниците на Суецкия канал.
Ненчо Палавеев се занимава и с предприемачество и лихварство. Собственик е на четири яхъра в Александрия. Те са част от активите на фирмата му „Анести Антон Жиата“ – Кайро. Отдава под аренда яхърите на Дончо Гугов. Той плаща наем до Втората световна война, когато египетското правителство ги национализира. Собственик е на капитали на акционерното дружество строящо Суецкия канал. През 1888 г. закупува една акция на стойност 60 франка от Акционерно дружество „Панамски канал“. Закупува облигации от Земеделската банка в Египет и Египетската национална банка, които са депозирани в Търговска банка в Базел, Швейцария.
Както баща му, така и Ненчо Палавеев има руско гражданство с името Анести Антон Жиата от Туркестан. Председател е на руската колония в Кайро. През 1894 г. отговаря за пребиваването на руския престолонаследник Николай II[[]] при посещението му в Египет. Организира целият му престой и културната програма през това време.
През 1926 г. окончателно се завръща в България и се установява в София.
Хаджи Ненчо Палавеев умира от атеросклероза на 18 септември 1936 г. в болницата на Червения кръст в София. Погребан е в семейната гробница в двора на църквата „Св. Богородица“ в Копривщица, където са погребани и неговите родители.
На негово име е кръстен булеварда в Копривщица.

## Дарителство
За първи път, след напускането на Копривщица, се завръща в България през 1884 г., заради смъртта на баща си. По това време започва своята благотворителна дейност и дава около 1300 наполеона за построяването на читалището в града, както и около 340 турски лири за пристройки към църквата „Св. Богородица“.
Второто му идване в България е през 1907 г. Тогава оправя сметките на българското агентство в Египет. За известно време българският представител е издържан лично от хаджи Ненчо Палавеев. От Кайро изпраща 1000 английски лири за построяването на мавзолея на Априлското въстание в центъра на Копривщица и за камбанарията на църквата „Св. Николай“ в града. Строежът им започва при третото му идване в България през 1924 г. За окончателното завършване на мавзолея дава 1 500 000 лева, а за камбанарията на църквата – общо
850 000 лева.

## Отличия
Хаджи Ненчо Палавеев е удостоен с:
- орден „За гражданска заслуга“ IV степен (14 февруари 1896);[15]
- командирски кръст и грамота за граждански заслуги (6 септември 1924);
- почетен знак „Насърчаване на человеколюбието“ II степен (1927).